# Mahlon Hamilton
Mahlon Hamilton, nato Mahlon Preston Hamilton Jr. (Baltimora, 15 giugno 1880 – Woodland Hills, 20 giugno 1960), è stato un attore statunitense.
Nei primi anni del Novecento, il suo nome apparve in diverse produzioni teatrali di Broadway.

## Filmografia
- Three Weeks, regia di Perry N. Vekroff (1914)
- The Heart of a Painted Woman, regia di Alice Guy-Blaché (1915)
- The Final Judgment, regia di Edwin Carewe (1915)
- Molly Make-Believe, regia di J. Searle Dawley (1916)
- The Eternal Question, regia di Burton L. King (1916)
- Extravagance, regia di Burton L. King (1916)
- The Black Butterfly, regia di Burton L. King (1916)
- Bridges Burned, regia di Perry N. Vekroff (1917)
- The Red Woman (1917)
- The Waiting Soul, regia di Burton L. King (1917)
- The Soul of a Magdalen, regia di Burton L. King (1917)
- The Undying Flame, regia di Maurice Tourneur (1917)
- Law of the Land, regia di Maurice Tourneur (1917)
- To the Death, regia di Burton L. King (1917)
- Exile, regia di Maurice Tourneur (1917)
- The Silence Sellers, regia di Burton L. King (1917)
- More Truth Than Poetry, regia di Burton L. King (1917)
- The Hidden Hand
- The Death Dance, regia di J. Searle Dawley (1918)
- The Danger Mark, regia di Hugh Ford (1918)
- The Sins of the Children, regia di John S. Lopez (1918)
- Adele, regia di Wallace Worsley (1919)
- Papà Gambalunga (Daddy-Long-Legs), regia di Marshall Neilan (1919)
- Playthings of Passion, regia di Wallace Worsley (1919)
- Her Kingdom of Dreams, regia di Marshall Neilan (1919)
- In Old Kentucky, regia di Marshall Neilan (1919)
- The Third Generation, regia di Henry Kolker (1920)
- The Deadlier Sex, regia di Robert Thornby (1920)
- Earthbound, regia di T. Hayes Hunter (1920)
- Half a Chance, regia di Robert Thornby (1920)
- The Truant Husband
- That Girl Montana, regia di Robert Thornby (1921)
- I Am Guilty, regia di Jack Nelson (1921)
- Greater Than Love, regia di Fred Niblo (1921)
- La bella Sulamita (Under the Lash), regia di Sam Wood (1921)
- Ladies Must Live, regia di George Loane Tucker (1921)
- The Lane That Had No Turning, regia di Victor Fleming (1922)
- The Green Temptation, regia di William Desmond Taylor (1922)
- Quando donna vuole (A Fool There Was), regia di Emmett J. Flynn  (1922)
- Under Oath, regia di George Archainbaud (1922)
- Paid Back, regia di Irving Cummings (1922)
- Peg del mio cuore (Peg o' My Heart), regia di King Vidor (1922)
- The Christian, regia di Maurice Tourneur (1923)
- The Midnight Guest, regia di George Archainbaud (1923)
- The Heart Raider, regia di Wesley Ruggles (1923)
- Little Old New York, regia di Sidney Olcott (1923)
- Satana (His Children's Children), regia di Sam Wood (1923)
- The Recoil, regia di T. Hayes Hunter (1924)
- Playthings of Desire
- Idaho, regia di Robert F. Hill - serial (1925)
- Enemies of Youth, regia di Arthur Berthelet (1925)
- The Wheel, regia di Victor Schertzinger (1925)
- The Winding Stair, regia di John Griffith Wray (1925)
- The Other Woman's Story, regia di B.F. Stanley (1925)
- Morganson's Finish, regia di Fred Windemere (1926)
- Home Sweet Home, regia di John Gorman (1926)
- Her Indiscretion (1927)
- What Price Love?, regia di Harry Revier (1927)
- White Flame (1928)
- Life's Crossroads, regia di Edgar Lewis (1928)
- Honky Tonk
- Don't Be Nervous, regia di William Watson (1929)
- Donna che ama (The Single Standard), regia di John S. Robertson (1929)
- Rich People, regia di Edward H. Griffith (1929)
- Code of Honor, regia di J.P. McGowan (1930)
- Sporting Chance
- Strangers of the Evening, regia di H. Bruce Humberstone (1932)
- The Western Limited, regia di Christy Cabanne (1932)
- La donna proibita (Back Street), regia di John M. Stahl (1932)
- I'm No Angel, regia di Wesley Ruggles (1933)
- High School Girl
- Mississippi, regia di A. Edward Sutherland (1935)
- La modella mascherata (Escapade), regia di Robert Z. Leonard (1935)
- Anna Karenina, regia di Clarence Brown (1935)
- The Amazing Exploits of the Clutching Hand, regia di Albert Herman - serial (1936)
- We Went to College, regia di Joseph Santley (1936)
- San Francisco, regia di, non accreditato, W. S. Van Dyke (1936)
- La bambola del diavolo (The Devil-Doll), regia di Tod Browning (1936)
- The Boss Rider of Gun Creek, regia di Lesley Selander (1936)
- Bad Guy, regia di Edward L. Cahn (1937)
- La grande città (The Big City), regia di Frank Borzage (1937)
- Madame X, regia di Sam Wood (1937)
- How to Read, regia di Roy Rowland - cortometraggio (1938)
- Volto di donna (A Woman's Face), regia di George Cukor (1941)
- Innamorato pazzo (Love Crazy), regia di Jack Conway (1941)
- Born to Sing, regia di Edward Ludwig (1942)
- La fortuna è bionda (Slighty Dangerous), regia di Wesley Ruggles (1943)
- L'avventuriero della città d'oro (Barbary Coast Gent), regia di Roy Del Ruth (1944)
- La signora Parkington (Mrs. Parkington), regia di Tay Garnett (1944)
- Accadde a Brooklyn (It Happened in Brooklyn), regia di Richard Whorf (1947)
- L'isola sulla montagna (High Barbaree), regia di Jack Conway (1947)
- I trafficanti (The Hucksters), regia di Jack Conway (1947)
- La cavalcata del terrore (The Romance of Rosy Ridge), regia di Roy Rowland (1947)
- Lo stato dell'Unione (State of the Union), regia di Frank Capra (1948)
- Atto di violenza (Act of Violence), regia di Fred Zinnemann (1948)
- I Barkleys di Broadway (The Barkleys of Broadway), regia di Charles Walters (1949)
- Fate il vostro gioco (Any Number Can Play), regia di Mervyn LeRoy (1949)
- 25 minuti con la morte (Dial 1119), regia di Gerald Mayer (1950)

## Spettacoli teatrali
- The Great Question (Broadway, 26 ottobre 1908)
- The Chaperon (Broadway, 30 dicembre 1908)
- Israel (Broadway, 25 ottobre 1909)
- When Claudia Smiles (Broadway, 2 febbraio 1914)